# Sonja Morgenstern
Sonja Morgenstern, född 22 januari 1955 i Frankenberg, är en tysk före detta konståkerska och konståkningstränare. 
Morgenstern tävlade för SC Karl-Marx-Stadt och DDR. Hennes tränare var Jutta Müller. Hon deltog i OS 1968 och blev historisk vid VM 1971 som den första kvinnliga konståkaren som gjorde en trippel-Salchow. Morgenstern tog EM-brons 1972 och blev östtysk mästare 1971, 1972 och 1973. Hon tvingades avsluta den aktiva karriären på grund av skador 1973.